# Аккрські конференції (1958)
А́ккрські Конфере́нції — конференції народів Африки, що відбулись у столиці Гани Аккрі 1958. 
Перша Аккрська Конференція незалежних країн Африки — ОАР, Судану, Лівії, Ефіопії, Марокко, Ліберії, Гани і Тунісу (15—22 квітня) підтвердила резолюції Бандунгської та Каїрської конференцій, закликала встановити строк надання незалежності африканським народам і припинити випробування ядерної зброї. 
Друга Аккрська Конференція народів Африки (8—13 грудня) з участю представників 45 країн Африки і Азії засудила расову дискримінацію, колоніалізм, мілітаризацію Африки; підтвердила волю африканських народів добитись незалежності; створила Постійний секретаріат для сприяння виконанню рішень по визволенню Африки. 

## Значення
Аккрські Конференції заклали основи співробітництва афр. народів з метою знищення колоніальної системи в Африці.